# 감마카로틴
감마카로틴(γ-Carotene)은 식물에서 고리화된 카로티노이드 합성을 위한 생합성 중간체인 카로티노이드이다. 감마카로틴은 라이코펜 고리화 효소 엡실론을 사용하여 고리형 라이코펜을 형성한다. 다른 여러 카로티노이드와 함께 감마카로틴은 초식동물과 잡식동물에서 비타민 A의 바이타머다. 고리화된 베타 이오논 링을 가진 카로티노이드들은 베타카로틴 15,15'-이산소화효소에 의해 레티놀이라고도 알려진 비타민 A로 변환될 수 있지만, 감마카로틴이 레티놀로 생체역전하는 것은 잘 특징지어지지 않고 있다.